# Горни Дисан
Горни Дисан (на македонска литературна норма: Горни Дисан) е село в Северна Македония, в община Неготино.

## История
В османски данъчен регистър от 1570 година е отбелязан манастир „Свети Архангели“ в близост до селото, който впоследствие е разрушен.
В XIX век Горни Дисан е изцяло българско село в Тиквешка кааза на Османската империя. Църквата „Свети Никола“ е изградена и изписана през ХІХ век. Представлява еднокорабна сграда с голяма олтарна апсида от изток. Според статистиката на Васил Кънчов („Македония. Етнография и статистика“) от 1900 година селото има 448 жители, всички българи християни.
Цялото християнско население на селото е под върховенството на Българската екзархия. По данни на секретаря на екзархията Димитър Мишев („La Macédoine et sa Population Chrétienne“) в 1905 година в Горно Дисан (Gorno-Dissan) има 280 българи екзархисти.
При избухването на Балканската война в 1912 година 3 души от Дисан (Горни и Долни) са доброволци в Македоно-одринското опълчение. Горни Дисан пострадва по време на Междусъюзническата война. В Карнегиевата анкета Горна-Диссол е посочено като едно от петте български села в Тиквеш, опожарени от сърби.
След Междусъюзническата война в 1913 година селото попада в Сърбия.
По време на българското управление на Вардарска Македония през Първата световна война Горни Дисан е част от Дисанска община в Неготинска околия на Щипски окръг и има 162 жители.
На етническата си карта от 1927 година Леонард Шулце Йена показва Горни Дисан (Grn.-Disan) като българо-мохамеданско (помашко) село.
По време на българското управление във Вардарска Македония в годините на Втората световна война, Вангел Атанасов Лашков от Прилеп е български кмет на Дисан от 15 ноември 1941 година до 9 септември 1944 година.

## Личности
Родени в Дисан
- Велко Камчев, македоно-одрински опълченец, Нестроева рота на 3 солунска дружина[10]
- Ное Петров (Нойо, 1889 – ?), македоно-одрински опълченец, 4 рота на 3 солунска дружина[11]
- Станоя Найдов (1886 – ?), македоно-одрински опълченец, Кюстендилската дружина[12]